# Raoul Vadepied
Pour les articles homonymes, voir Vadepied.
Raoul Vadepied, né le 7 juillet 1908 à Châtres-la-Forêt (Mayenne) et mort le 29 mars 1995 à Évron (Mayenne), est un agriculteur et homme politique français. Il est maire d'Évron de 1953 à 1977, conseiller général de 1949 à 1982 et sénateur de la Mayenne de 1965 à 1983.

## Biographie
Issu d'une famille d'agriculteurs, il effectue des études de droit à Rennes, devient l'assistant d'un expert foncier et s'occupe de gérer des fermes. Dans les années 1930, il est à l'origine de la création de la coopérative d'Évron. 
Grâce notamment à la volonté de Raoul Vadepied en tant que maire de 1953 à 1977, Évron connaît à partir de 1951 une véritable renaissance industrielle avec l’installation de grands groupes agro-alimentaires (fromagerie, abattoir) ou d’industries faisant appel aux technologies les plus pointues. Conseiller général de 1949 à 1983, il devient en 1975, vice-président de l'assemblée départementale. En décembre 1973, il siège au conseil régional des Pays de la Loire et préside la commission traitant des questions relatives à l'agriculture, à l'équipement rural et au développement industriel artisanal et commercial.
Élu au Sénat le 26 septembre 1965 sous l'étiquette MRP, membre du Groupe de l'Union centriste des démocrates de progrès, membre de la commission des affaires économiques du Sénat, réélu le 22 septembre 1974, il est sénateur jusqu'au 2 octobre 1983, ne sollicitant pas à cette date de nouveau mandat. Il consacre l'essentiel de ses travaux parlementaires aux questions agricoles dont il est spécialiste. Il siège pendant plusieurs années au sein de la commission plénière de contrôle du conseil d'administration de la Caisse nationale de Crédit agricole. 
Raoul Vadepied est considéré comme le père spirituel du Pays d'"Erve-Vègre" et du Syndicat à vocation économique et touristique des Coëvrons, créé en mai 1966 et base fondatrice de la Communauté de communes des Coëvrons, région de l'est mayennais (Évron, Montsûrs, Bais, Sainte-Suzanne) dont il fut l'unificateur. 
Il est le père de l'homme politique Guy Vadepied et le grand-père du réalisateur Mathieu Vadepied.
Le lycée public d’Évron porte le nom de lycée polyvalent Raoul Vadepied; la Communauté de communes des Coëvrons a son siège Avenue Raoul Vadepied à Évron-Châtres-la-Forêt.

## Sources
- Institut d’histoire du temps présent - CNRS
- Site internet du Sénat - Anciens sénateurs de la Ve République